# Ocean szarych bloków
Ocean szarych bloków – jedyny solowy album warszawskiego rapera Inespe, związanego z zespołem RHX. Ukazał się 7 maja 2001 roku nakładem wytwórni Asfalt Records. Za produkcję muzyczną wydawnictwa w całości odpowiada Emade. Gościnnie na płycie udzielili się Fisz, Pih oraz Jano.

## Lista utworów
Opracowano na podstawie materiału źródłowego.
1. „Intro”
2. „Staram się”
3. „W oceanie (Remix)”
4. „Przyjaciel”
5. „Skit”
6. „Szybko”
7. „Kontakty (RHX Wersja)”
8. „Raz bliżej, raz dalej” (gościnnie: Fisz)
9. „Gdybym”
10. „Miejska nuda”
11. „Skit”
12. „Podziemie” (gościnnie: Pih)
13. „Codzienności”
14. „Pierdoli się w głowach”
15. „W oceanie”
16. „Skit”
17. „Zostawić coś po sobie” (gościnnie: Jano)